# Oblężenie Bari
Oblężenie Bari przez Normanów – oblężenie, które miało miejsce w latach 1068–1071. Zdobycie tego ostatniego bizantyńskiego miasta położonego w Italii było ważnym celem księcia Normanów Roberta Guiscarda, który liczył w konsekwencji na zdobycie Sycylii bez obawy ataku przeciwnika na swoje tyły.
Podczas synodu w Melfi (23 sierpnia 1059) z udziałem kardynała Hildebranda i opata klasztoru Monte Cassino Dezyderiusza, w celu pozyskania silnych sprzymierzeńców i ugruntowania władzy w południowej Italii, papież Mikołaj II obdarzył Roberta godnością księcia Kalabrii i Apulii oraz uprawnił do podboju Sycylii.
Bari było silnie umocnionym miastem, dlatego Robert zrezygnował z bezpośredniego ataku rozpoczynając regularne oblężenie dnia 5 sierpnia 1068 roku. Nie posiadając doświadczenia w obleganiu miast Robert zdecydował się również na blokadę portu, m.in. stawiając od strony morza sztuczny most. Krótko po rozpoczęciu oblężenia, rządząca w mieście probizantyńska partia wysłała do Konstantynopola posłańców z prośbą o wsparcie. Przybyłe na pomoc wojska zostały jednak pobite przez Normanów w walnej bitwie, zanim jeszcze dotarły do miasta. Po trzech latach oblężenia, wycieńczeni i wygłodzeni obrońcy poddali miasto 15 kwietnia 1071 roku. Robert bardzo łagodnie obszedł się z najbogatszymi mieszkańcami Bari, dzięki czemu szybko zyskał ich polityczne poparcie. 
Wraz z upadkiem Bari zakończyło się trwające od roku 536 bizantyjskie panowanie w Italii.